# جايسون وينغ
جايسون وينغ (بالإنجليزية: Jason Wing)‏ هو متزلج جماعي بريطاني، ولد في 12 أكتوبر 1965.

## وصلات خارجية
- جايسون وينغ على موقع أوليمبيديا (الإنجليزية)